# John Profumo
John Dennis Profumo, Jack Profumo (ur. 30 stycznia 1915 w Kensington, zm. 10 marca 2006) – brytyjski polityk. Centralna postać tzw. afery Profumo w 1963, która spowodowała osłabienie pozycji, a następnie upadek konserwatywnego rządu Harolda Macmillana. W latach 60. związał się z showgirl Christine Keeler, utrzymującą też kontakty z Jewgienijem Iwanowem, radzieckim attaché wojskowym w Londynie.